# Chutney

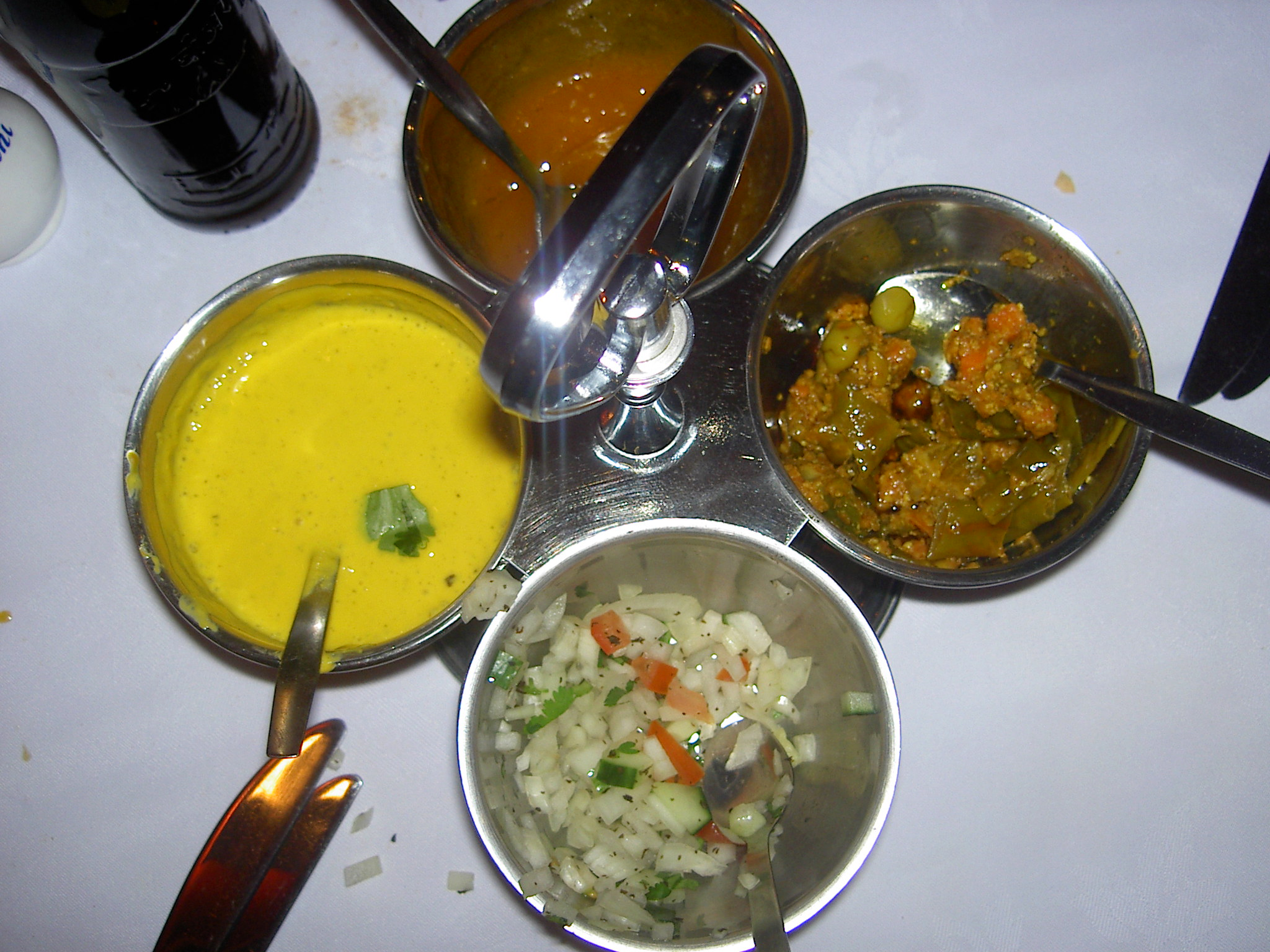
Chutneys.

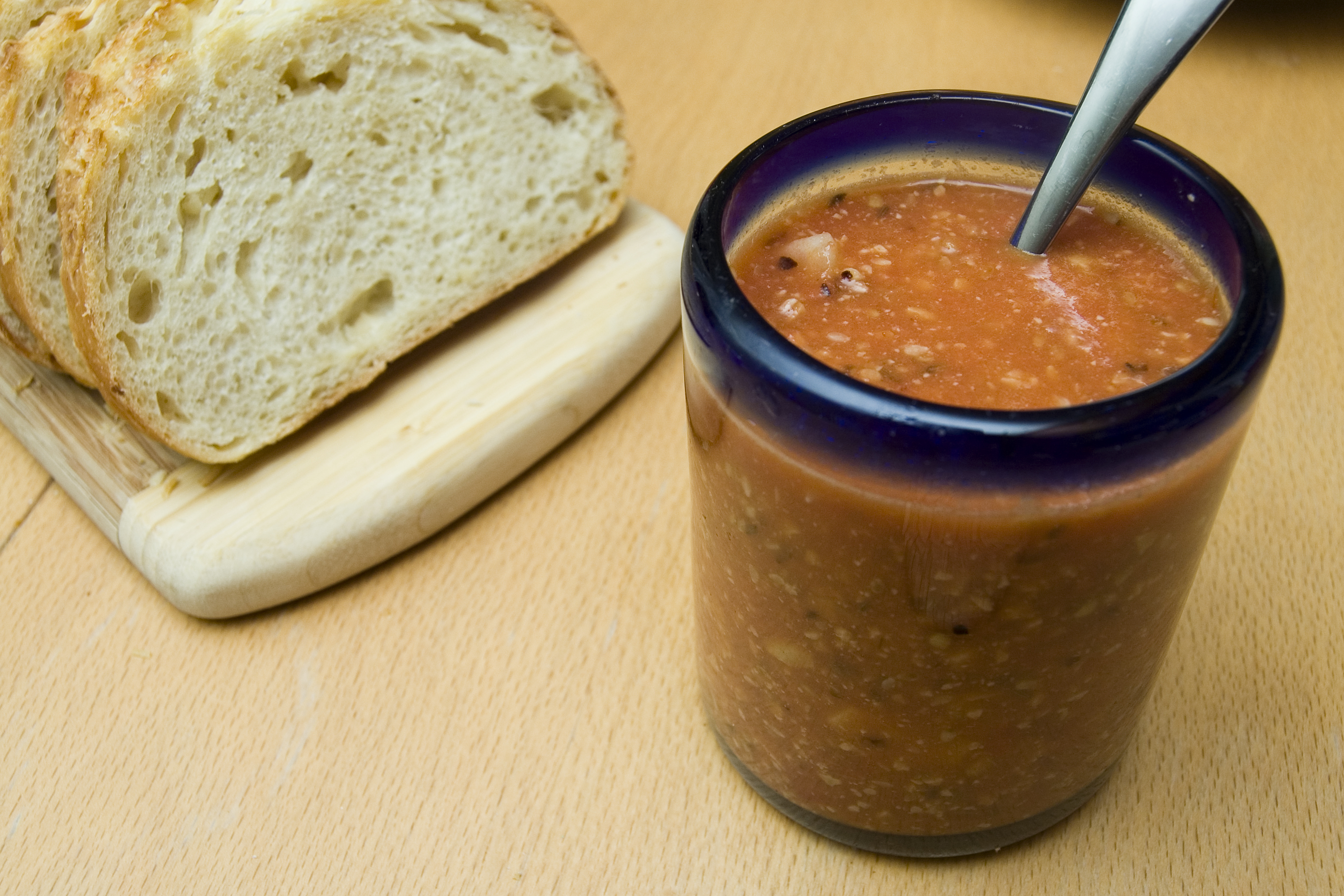
Chutney de tomate.

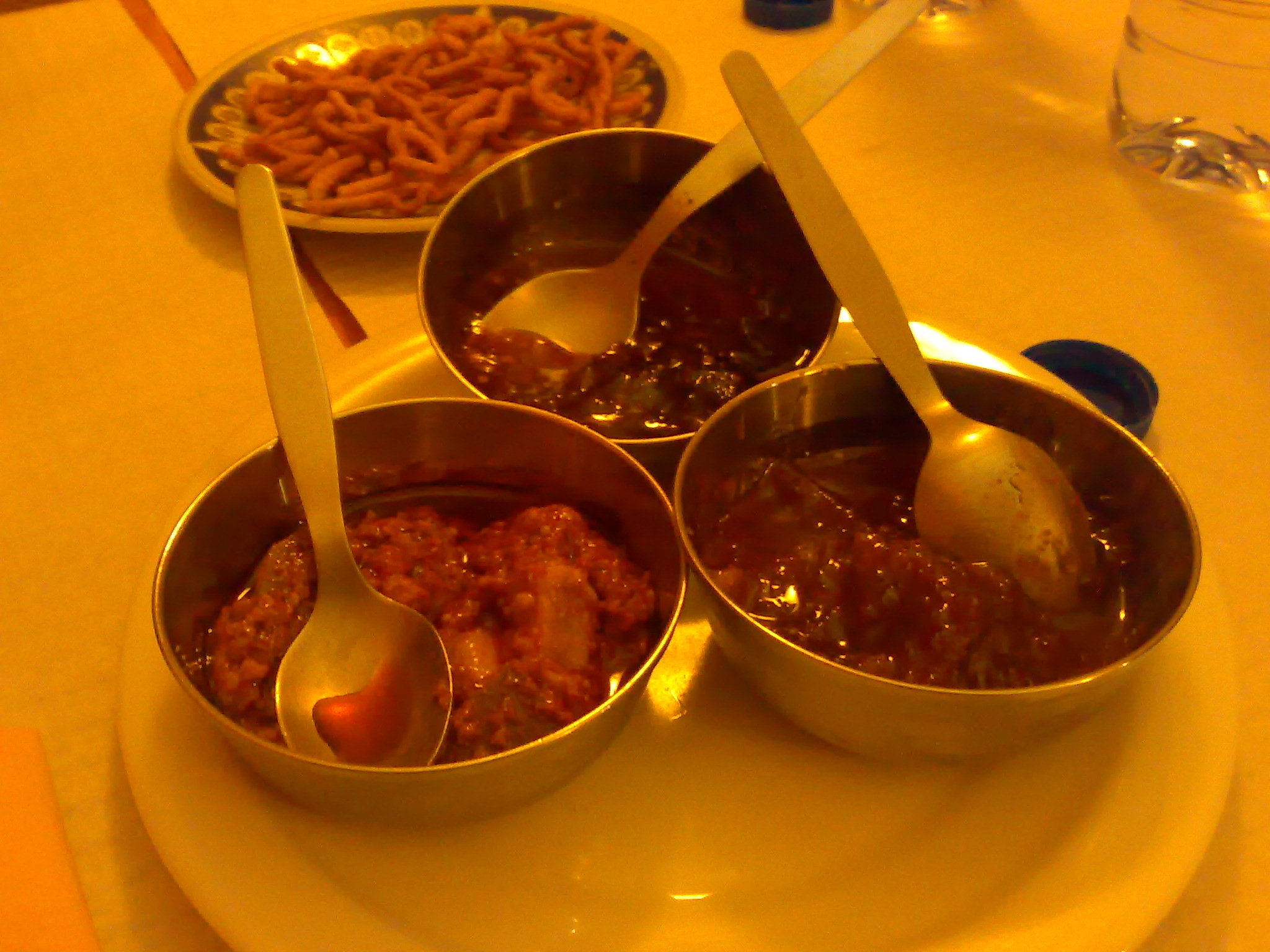
Chutneys de Goa (región portuguesa de la India).

En la cocina india el chutney o chatni (del hindi: chatni) es una preparación a base de fruta o verdura conservada en vinagre, azúcar y variedad de especias dulces y picantes, originaria del oeste de la India. Se trata de un acompañamiento muy popular en la cocina india, sobre todo para los panipuris o buñuelos,  y suele estar acompañada de otras salsas de sabores similares como los encurtidos, papads o raitas.
El chutney es un condimento sin gluten, picante o salado, originario de la India. El chutney se elabora con frutas, verduras y/o hierbas con vinagre, azúcar y especias. Se utiliza para dar equilibrio a una serie de platos o para resaltar un perfil de sabor específico. En general, la palabra chutney se aplica ahora a cualquier cosa conservada en azúcar y vinagre, independientemente de su textura, ingredientes o consistencia.
El chutney es una parte integral de la cocina india. Se sirve con todo, desde el arroz basmati, pasando por panes como el naan o la dosa, hasta platos de curry. En otras partes del mundo, se puede ver una variedad de chutney que acompaña a los platos, como el chutney de cebolla con carnes asadas o un chutney de manzana afrutado con queso mantecoso y cremoso como el brie o el queso de cabra.
En el idioma hindi, la palabra equivalente a ‘hacer chatni’ se emplea comúnmente como ‘aplastar’. Esto se debe a que en el proceso de elaboración del chutney es necesario aplastar diversos ingredientes.
En Europa y Estados Unidos el chutney es más familiar como producto envasado. Para este propósito se le añade aceite vegetal, vinagre o zumo de limón, para potenciar las propiedades conservantes.

## Etimología
La palabra chutney es la transcripción inglesa del término hindi चटनी (chaṭnī), que deriva de चाटना (chāṭnā): 'lamer' o 'comer con apetito'. En la India, chatni se refiere indistintamente a preparaciones frescas y en escabeche; sin embargo, varias lenguas indias utilizan la palabra sólo para preparaciones frescas.

## Historia

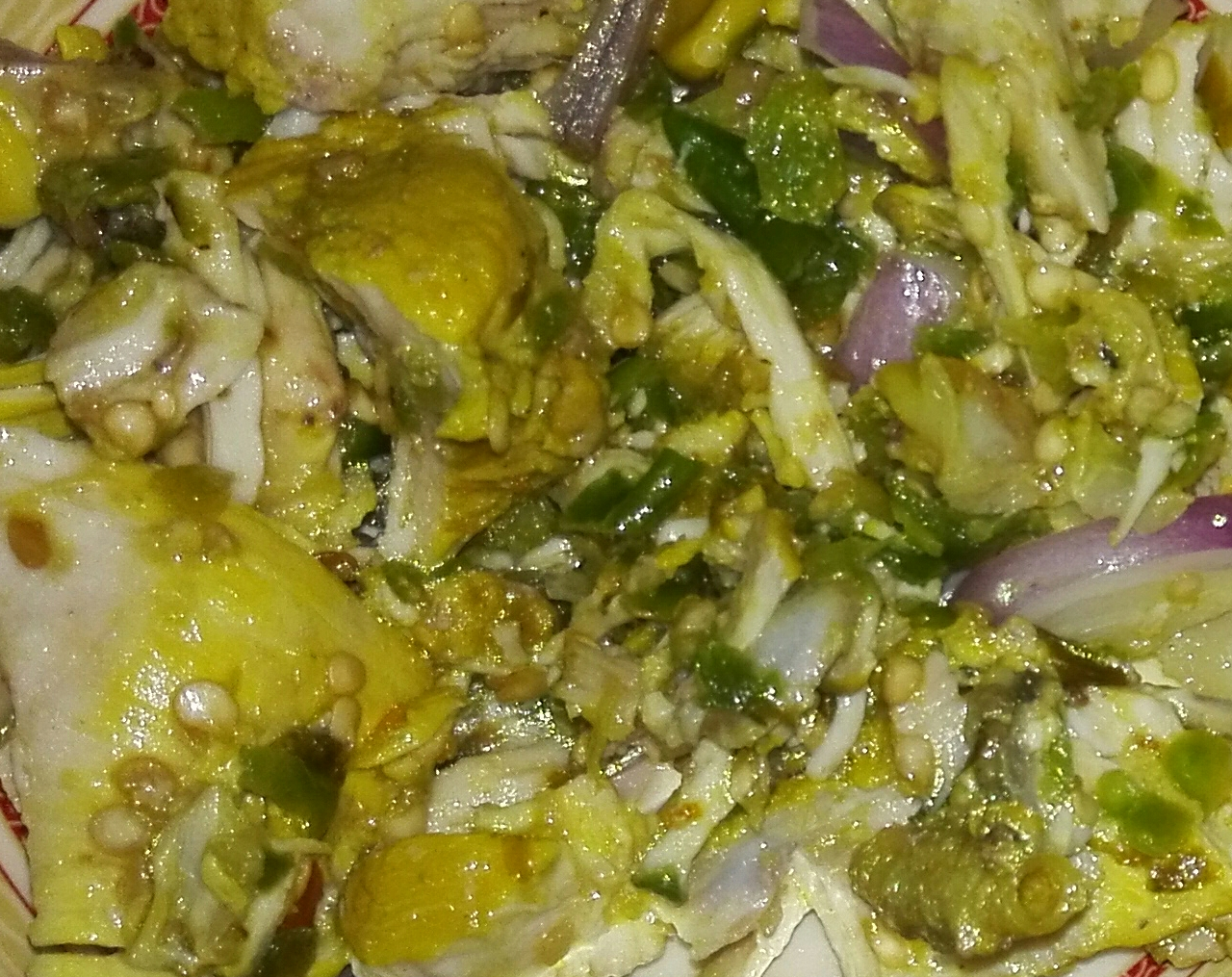
"Chatni" de pollo

Similar en preparación y uso a un pepinillo, la preparación y consumo de los primeros chutneys con especias simples se pueden fechar en 500 a. C. Originario de la India,, este método de conservación de los alimentos fue adoptado posteriormente por los romanos y los británicos gracias a sus encuentros y contactos con el subcontinente indio. A medida que aumentaron las importaciones de alimentos extranjeros y variados en el norte de Europa, la salsa picante cayó en desgracia en Gran Bretaña. Esto, combinado con una mayor capacidad para refrigerar alimentos frescos y un número cada vez mayor de invernaderos, significó que el consumo británico de chutney y pickle quedara relegado al ejército y personas que residen en la India. El chutney se hizo popular en Inglaterra alrededor de la década de 1780 como aperitivo.
Diego Álvarez Chanca trajo chiles de América a España en 1493. Había navegado con Colón. Tras descubrir sus propiedades medicinales, Chanca desarrolló un chutney para administrarlas. A principios del siglo XVII, los funcionarios de la Compañía de las Indias Orientales en el subcontinente indio dejaron de consumir alimentos en conserva como encurtidos de lima, chutneys y mermeladas. (Las mermeladas resultaron impopulares debido a su dulzura. También eran raras debido a la falta de azúcar disponible). A partir del siglo XVII, los chutneys de frutas se enviaban a varios países europeos como artículos de lujo.. Estas imitaciones fueron llamadas frutas o verduras "con mango", la palabra "chutney" se asocia con la clase trabajadora en estos países.
Se cree que el Major Grey's Chutney fue desarrollado por un oficial británico que había viajado a la India. La fórmula finalmente se vendió a Crosse y Blackwell, un importante fabricante de alimentos británico, probablemente a principios del siglo XIX. En el siglo XIX, se enviaron a Europa desde la India tipos de salsa picante como Major Grey's o Bengal Club que satisfacían los gustos occidentales. Por lo general, estos chutneys son frutas, vinagre y azúcar cocidos hasta reducirlos.

## Descripción general
En la India, los chutneys pueden elaborarse junto con los encurtidos que se maduran al sol durante un máximo de dos semanas y se conservan hasta un año o, más comúnmente, se elaboran con ingredientes frescos que pueden conservarse un par de días o una semana en el frigorífico.
En Tamil Nadu, thogayal o thuvayal (tamil) son preparaciones similares al chutney pero de consistencia pastosa. En Andhra Pradesh también se llama pacchadi. En Kerala también se llama chammanthi y en Telangana se denomina tokku o también pacchadi. El Thengai chutney, un chutney a base de coco, es al que se hace referencia cuando sólo se dice chutney.
Las plantas medicinales que se cree que tienen un efecto beneficioso se hacen a veces en chutneys, por ejemplo pirandai thuvayal  o calabaza rayada chutney (peerkangai thuvayal o beerakaaya tokku).
Calabaza amarga también puede servir de base para un chutney que es como un condimento o, alternativamente, como polvo seco.
Ocasionalmente, los chutneys que contrastan en sabor y color pueden servirse juntos-una combinación favorita es un chutney verde de menta y chile con un chutney contrastante marrón dulce de tamarindo y dátil.
Los chutneys pueden molerse con un  mortero y maja o un ammikkal (tamil). Se añaden y muelen las especias, normalmente en un orden determinado; la pasta húmeda así elaborada se saltea en aceite vegetal, normalmente gingelly (sésamo) o aceite de cacahuete. Se pueden utilizar batidoras eléctricas o procesadores de alimentos como alternativas a la técnica de trituración con piedra que ahorran trabajo.
Los chutneys occidentales suelen ser una reducción de fruta, vinagre y azúcar, a la que se añaden aromas. Pueden incluir azúcar, sal, ajo, tamarindo, cebolla o jengibre. Los chutneys de estilo occidental se originaron cuando los angloindios de la época del Raj británico recrearon los chutneys indios con frutas de huerta inglesas: manzanas ácidas para cocinar y ruibarbo, por ejemplo. A menudo contenían frutos secos: pasas, grosellas y sultanas.
Eran una forma de aprovechar la abundancia de fruta madura y las técnicas de conservación eran similares a las de las conservas de fruta dulce, en las que se utilizaba aproximadamente el mismo peso de fruta y azúcar, actuando el vinagre y el azúcar como conservantes.
Los chutney en polvo del sur de la India se elaboran con lentejas secas tostadas para espolvorearlas sobre idlis y dosas. Los chutneys de cacahuete pueden elaborarse húmedos o en polvo seco.
Entre las especias utilizadas habitualmente en los chutneys se incluyen fenogreco,  cilantro, comino y asafétida (hing). Otros ingredientes y combinaciones destacados son cilantro, pimiento, menta (los chutneys de cilantro y menta suelen llamarse हरा chutney hara, que en hindi significa verde), Tamarindo o imli (a menudo llamado chutney meethi, ya que मिठाई meethi en hindi significa "dulce"), Sooth (o saunth, elaborado con dátiles y jengibre), [chutney de coco, cebolla, ciruela pasa, tomate, guindilla roja, guindilla verde, mango, lima (hecha con limas enteras sin madurar), ajo, coco, cacahuete, dahi (yogur), tomate verde, dhaniya pudina' (cilantro y menta), cacahuete (shengdana chutney en marathi), jengibre, chile rojo en polvo, tomate. cebolla chutney, cilantro, menta coco chutney, y albaricoque.
Major Grey's Chutney es un tipo de chutney dulce y picante popular en Estados Unidos. Al parecer, la receta fue creada por un oficial del Ejército británico del siglo XIX del mismo nombre (probablemente apócrifo) que presumiblemente había residido durante un tiempo en el Raj. Sus ingredientes característicos son mango, pasas, vinagre,  lima, cebolla,  extracto de tamarindo, edulcorantes y especias. Varias empresas fabrican un chutney mayor en la India, el Reino Unido y Estados Unidos.

## Tipos dechutney
Aparte de las diferentes variedades, las especias comunes empleadas suelen ser la asafétida (llamada hing en hindi), el comino, el cilantro y el fenogreco.
- Chutney de ajo
- Chutney de albaricoque o damasco
- Chutney de cilantro
- Chutney de coco: coco rallado acompañado de chiles verdes y jengibre. Todo junto caliente en aceite de la sartén a la que se agrega las semillas de mostaza y las hojas de curry (árbol de curry).
- Chutney de lima
- Chutney de mango
- Chutney de manzana
- Chutney de menta
- Chutney de naranja
- Chutney de tamarindo
- Chutney de tomate

## Preparación chutney de tomates
Se combinan 2 kg de tomates (pelados, descorazonados y cortados en dados medianos), ¼ de taza de ajo picado, 1 taza de cebollas picadas, ¾ de taza de azúcar moreno, ¾ de taza de azúcar granulado, 1 ½ tazas de vinagre de sidra de manzana, 1 cucharada de sal de encurtir, la ralladura y el zumo de 1 lima, 1 cucharada de jengibre en polvo, 1 cucharadita de escamas de chile, ½ cucharadita de comino molido, ½ taza de pasas doradas, picadas en trozos grandes, y ½ cucharadita de pimienta negra en una olla de fondo grueso de 4 a 6 cuartos. Se lleva a ebullición, luego se reduce a fuego lento y se deja cocer hasta 2 horas, o hasta que espese ligeramente (removiendo a menudo para evitar que se queme). Se sazona al gusto. Si se va a guardar, se pasa el chutney a frascos de conserva, dejando ¼ de espacio en la parte superior. Se lleva a ebullición el baño de agua para conservas y se sumerge a fuego medio durante 10 minutos. Se sacanb los frascos y se los deja enfriar durante 24 horas antes de guardarlos en un lugar fresco y oscuro.

## Por regiones de la India

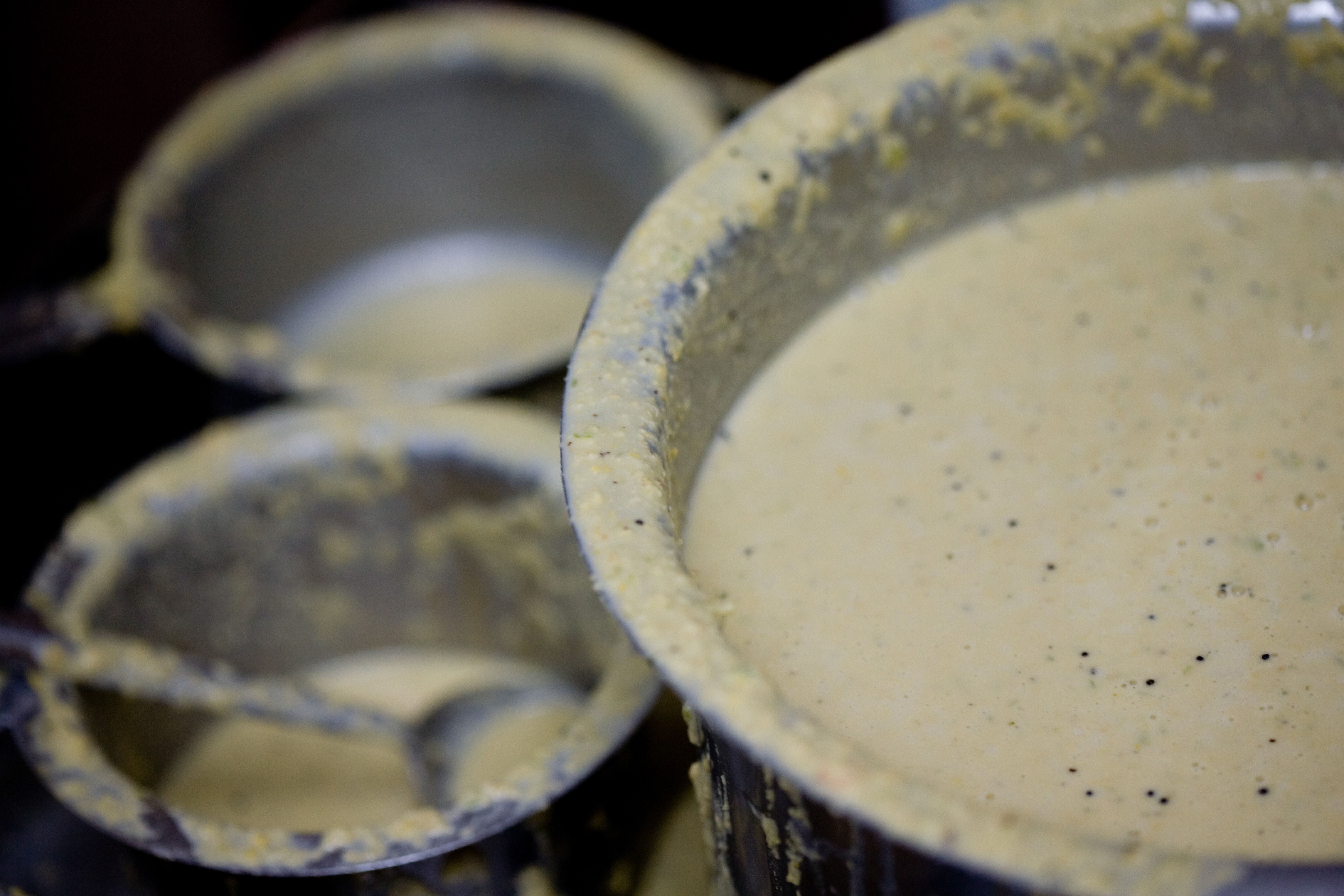
Chutney de coco fresco.

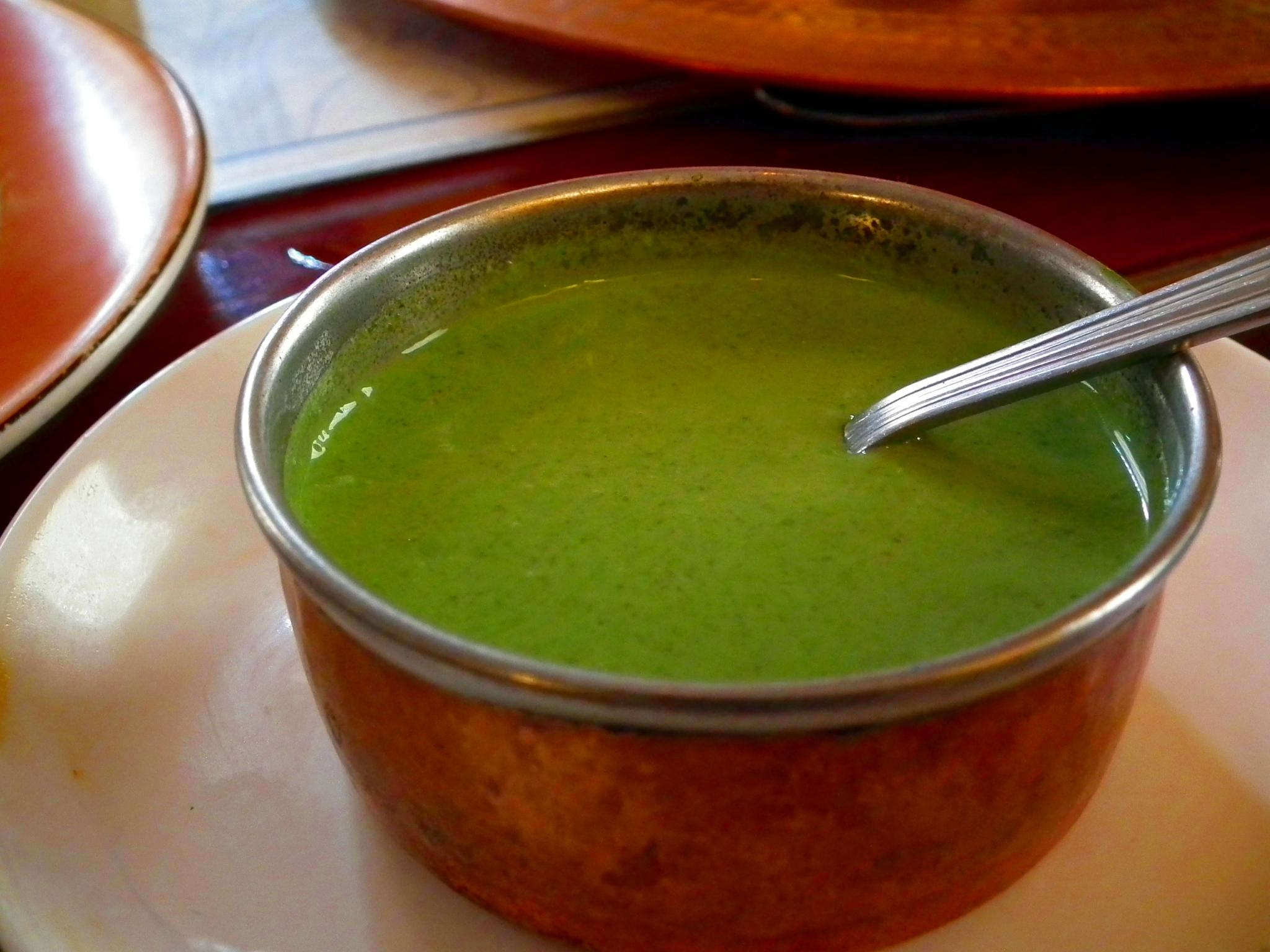
Chutney de menta

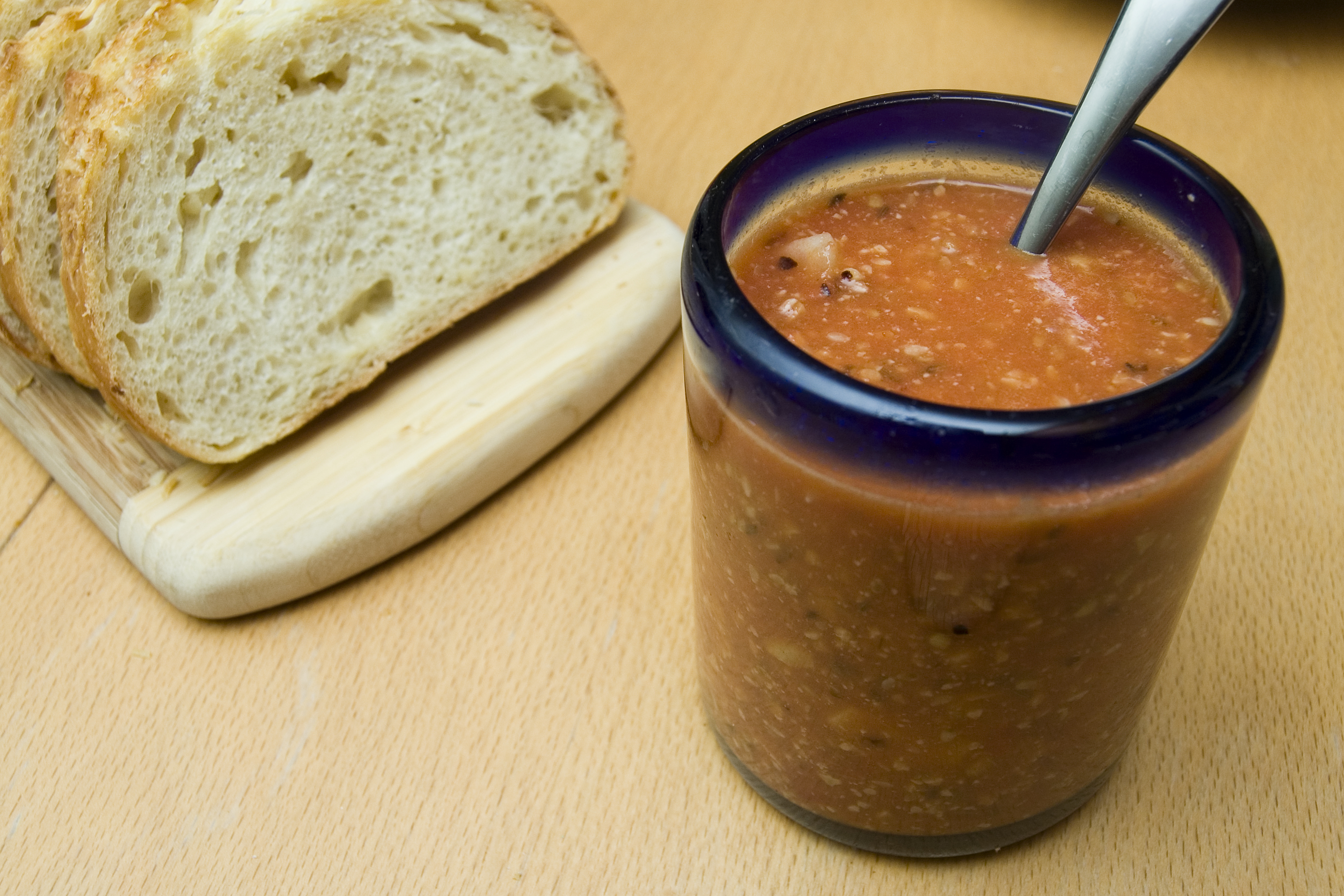
Chutney casero de tomate.

| Región                | Chutneys |
| --------------------- | --- |
| Assam                 | Coriandro, espinaca, chutney de tomate, chutneys de hoja de curry, pimiento, rábano, zanahoria, pepino, remolacha, lentejas, garbanzo, chile fantasma |
| Andhra Pradesh        | Gongura, maní, hoja de curry, chutney de coco, cilantro, chutneys de chile colorado con frijol mungo, garbanzo, chícharo, tomate, cebolla, berenjena, okra, ajo, amla (grosella espinosa india), pepino, zanahoria, Thotakooraa, calabaza amarga, calabaza de botella, calabaza de ceniza, mango crudo, remolacha, luffa, calabaza, limón, calabaza esponja, calabaza de cresta, calabaza de serpiente, chowchow, col, coliflor, calabaza de hiedra, Dosakaayaa, Budamakaayaa, tamarindo, chile verde y rojo, jengibre, menta, mango      |
| Guyarat               | Chutney picante de lima, chutney de ajo, chutney de tamarindo, chutney de menta, chutney de papaya, chutney besan, chutney dal |
| Haryana               | Chutney de cebolla ajo pimiento, chutney kachri (pequeño melón salvaje), chutney hara choley (joven garbanzo aun sin madurar), chutney pudina (menta), chutney de tomate, chutney de papa |
| Himachal Pradesh      | Chutneys de guayaba y berenjena |
| Karnataka             | Chutney de coco, chutney de horsegram, chutney de chana dal, chutney de cebolla, chutney de chile rojo, chutney de ajo, chutney de pimiento, chutney de urad sal, chutney de caupí, chutneys de chile, cacahuete, tomate, tamarindo, mango, urid dal, pudina (menta), heeray kayi (pepino), badane kayi (berenjena), uchellu (semilla de nug), bende kaayi (okra), agashi (semilla de linaza), jengibre |
| Kerala                | Chutney de coco, menta, urad dal, mango, pescado seco, gambas, chutney de cebolla |
| Maharashtra           | Chutney picante de mango fresco, chutney de coco, muramba, panchamrit, mirachicha thecha: chutneys secos preparados con semillas de aceite tales como till (semilla de sésamo), javas (semilla de linaza), solapuri shenga (cacahuate/polvo de chile rojo), karale (semilla de nug), cacahuate/ajo (lasun), chutney de cáscara de dudhi (calabaza) , chutney de tamarindo |
| Manipur               | Eromba |
| Odisha                | Chutneys de coco, mango, naranja, tomate, pescado seco |
| Punjab                | Chutney Pudina (menta), chutney de cebolla, chutney de tamarindo, chutney de mango |
| Tamil Nadu            | Chutney de coco crudo, chutney de coco frito, coriandro, menta, tomate, cebolla, jengibre, ajo, cacahuate, sésamo, hoja de curry, chile verde, chile rojo, rábano, mango, hoja de mango, hoja de guva, tamarindo, tamarindo verde, flor de tamarindo, hoja de tamarindo, chutneys de lenteja, y casi todos los vegetales y hierbas de la India. |
| Telangana             | Chutney de coco, cacahuate, limón, gongura, peanut, curry leaf, cilantro, chile rojo con judía mungo, chickpea, guisante, tomate, cebolla, berenjena, okra, ajo, amla (grosella espinosa), citron, pepino, zanahoria, Thotakooraa, calabaza amarga, calabaza de botella, calabaza de ceniza, mango crudo, remolacha, luffa, calabaza, limón, calabaza de esponja, calabaza de cresta, calabaza de serpiente, chowchow, col, coliflor, calabaza de hiedra, Dosakaayaa, Budamakaayaa, tamarindo, chile verde y rojo, jengibre, menta, mango |
| Uttar Pradesh y Bihar | Semillas y hojas de cilantro, ajo, cebolla asada, tomate cocido, menta, rábano, amla (grosella espinosa), mango agridulce, chile verde, papa hervida y mango en escabeche, chutneys de chile rojo y jaggery |
| Uttarakhand           | Chutney de bhanga (cannabis) |
| West Bengal           | Amla, cilantro, lima, manzana, cacahuates, mango verde, tomate, papaya, piña, dátil, gelatina de mango seco y otros frutos secos, chutney de chile verde |